# Mijači (Valjevo)
Mijači (Valjevo) (em cirílico: Мијачи) é uma vila da Sérvia localizada no município de Valjevo, pertencente ao distrito de Kolubara. A sua população era de 157 habitantes segundo o censo de 2011.

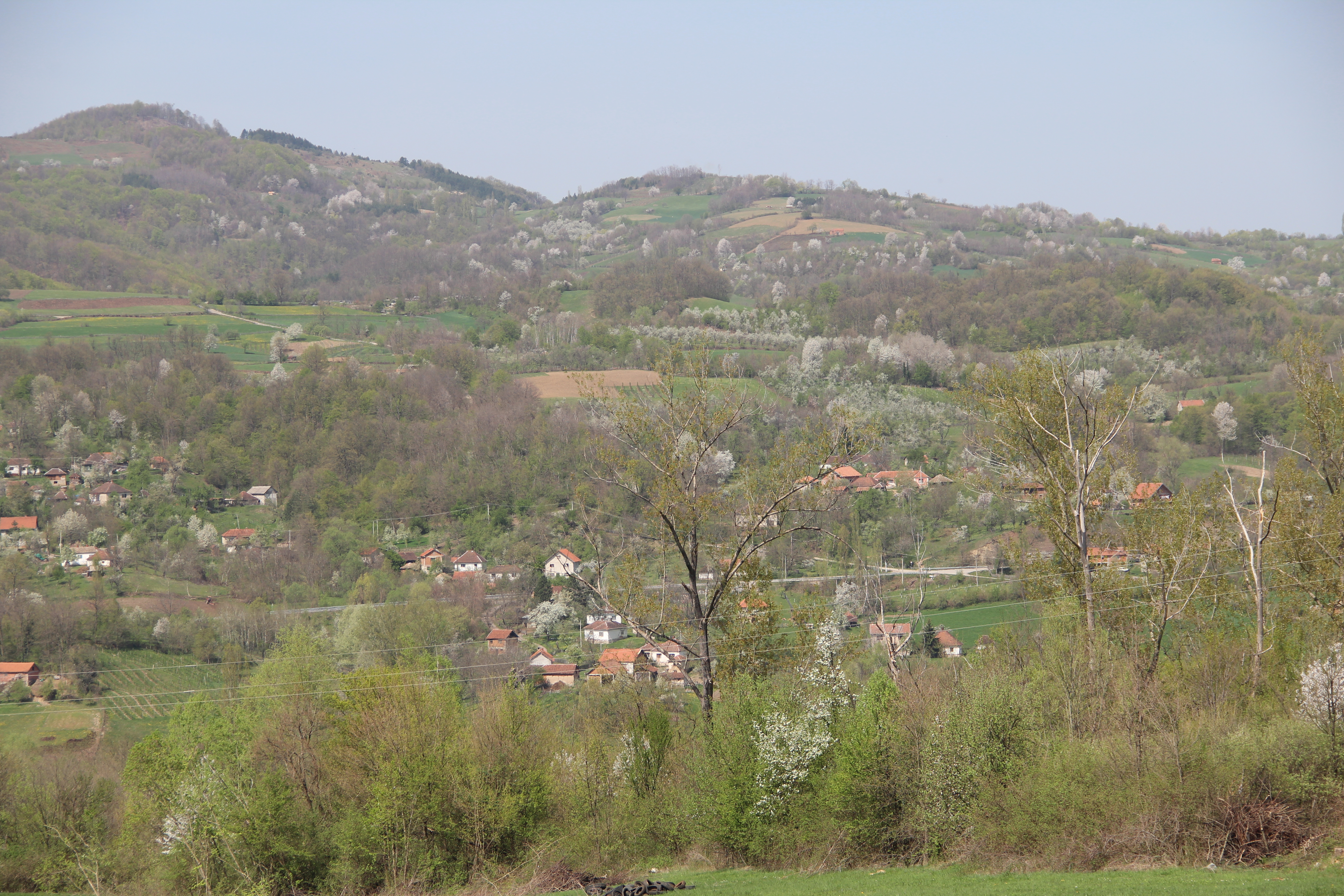
Mijaci - panoarama
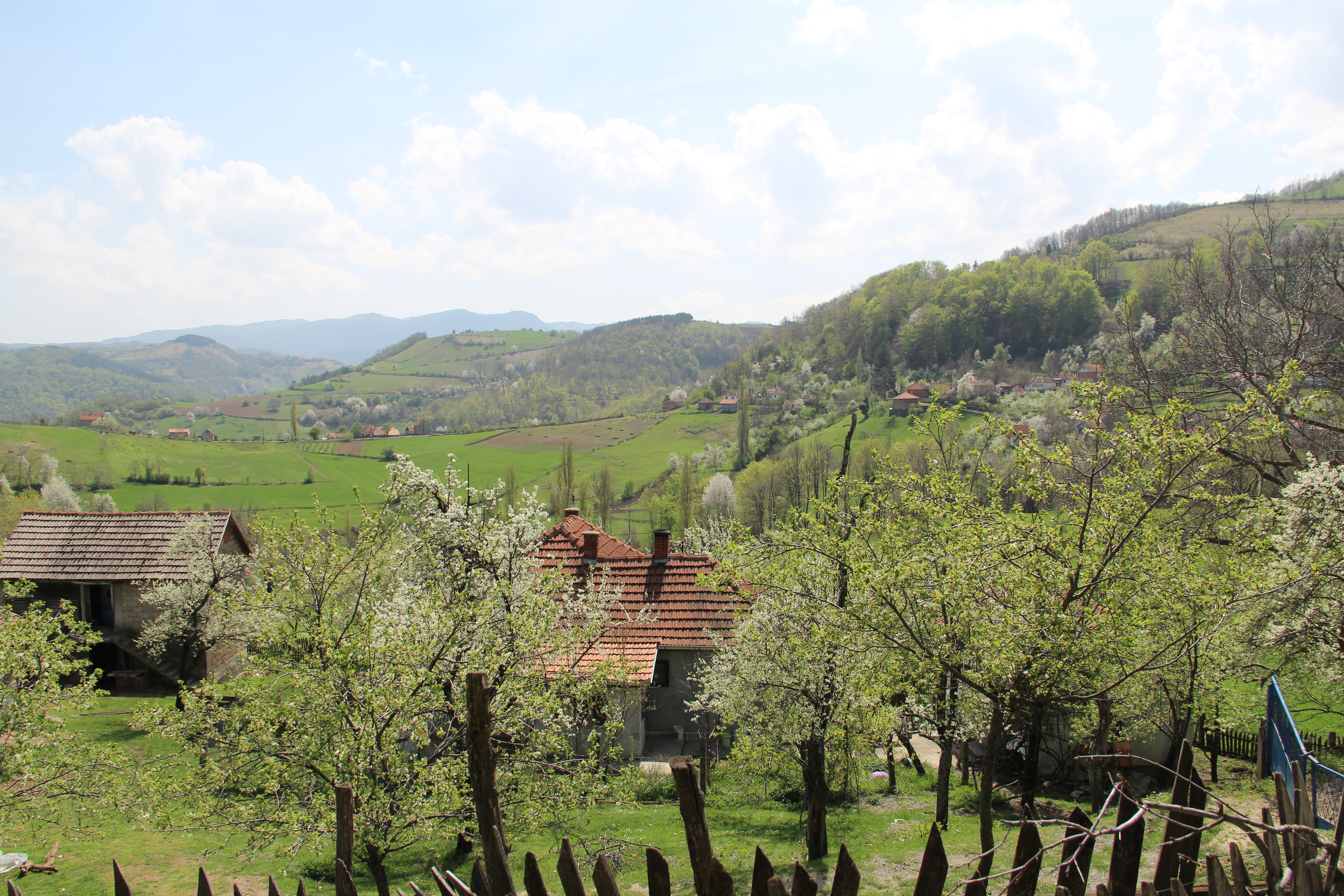
Mijaci - panoarama
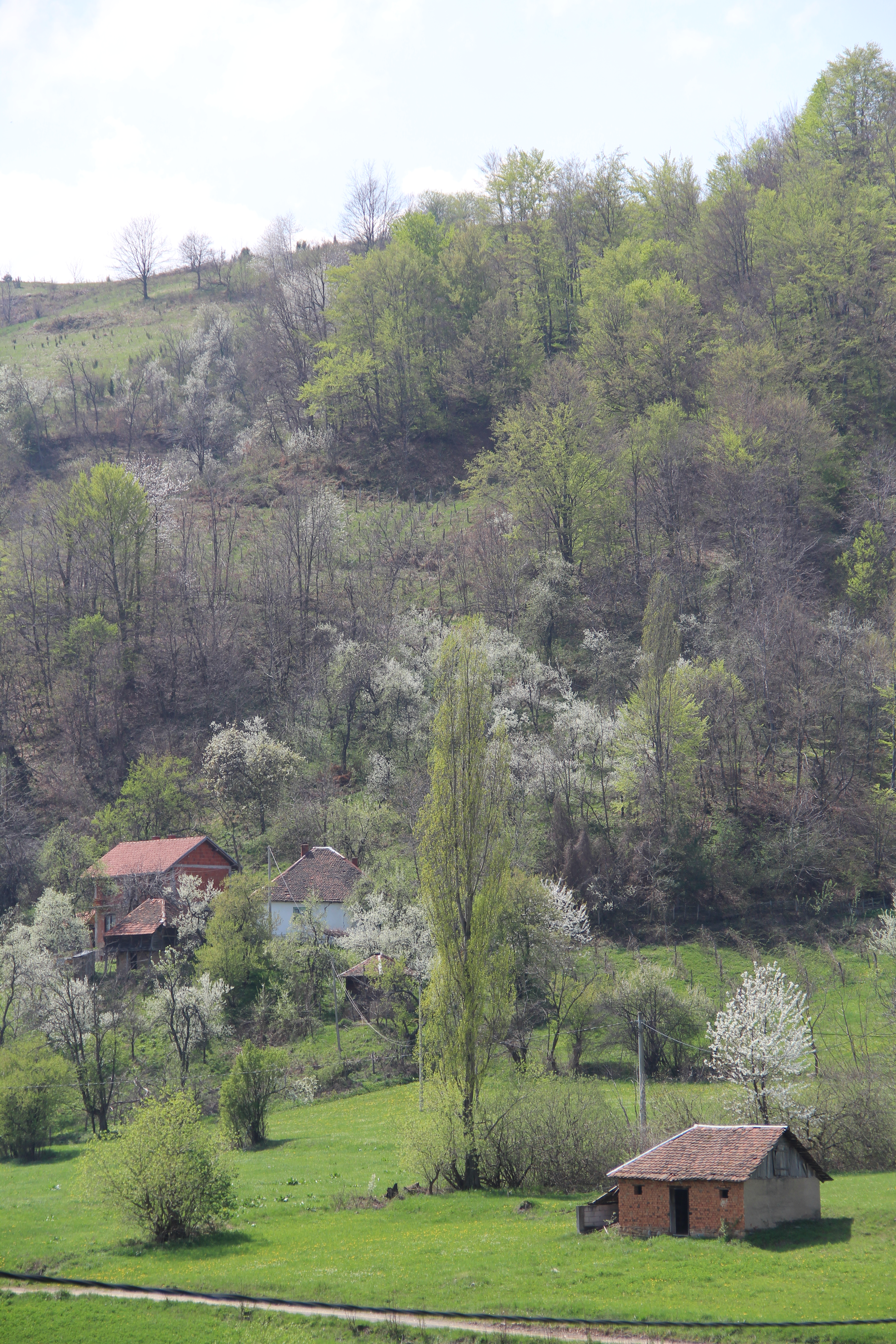
Mijaci - panoarama
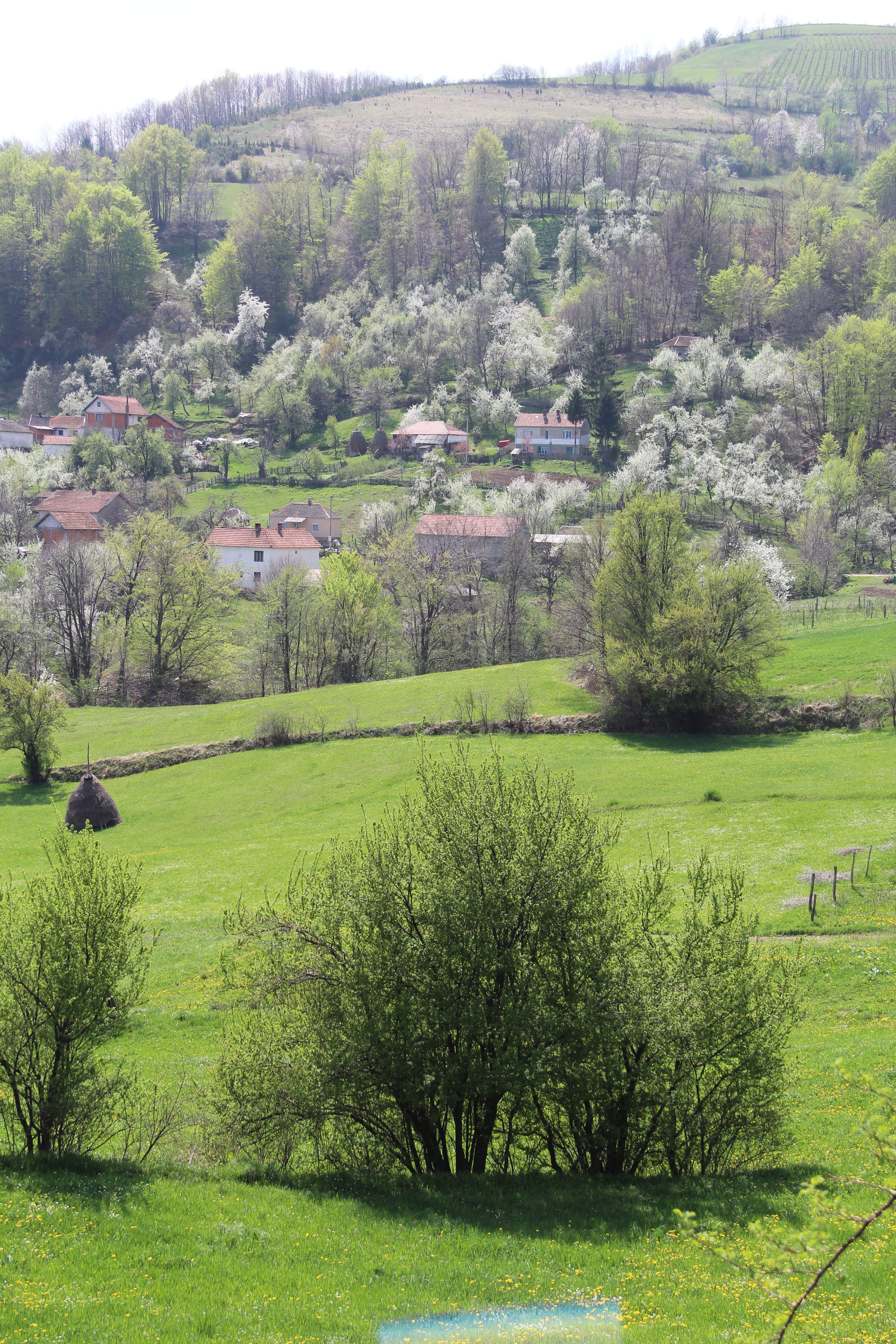
Mijaci - panoarama
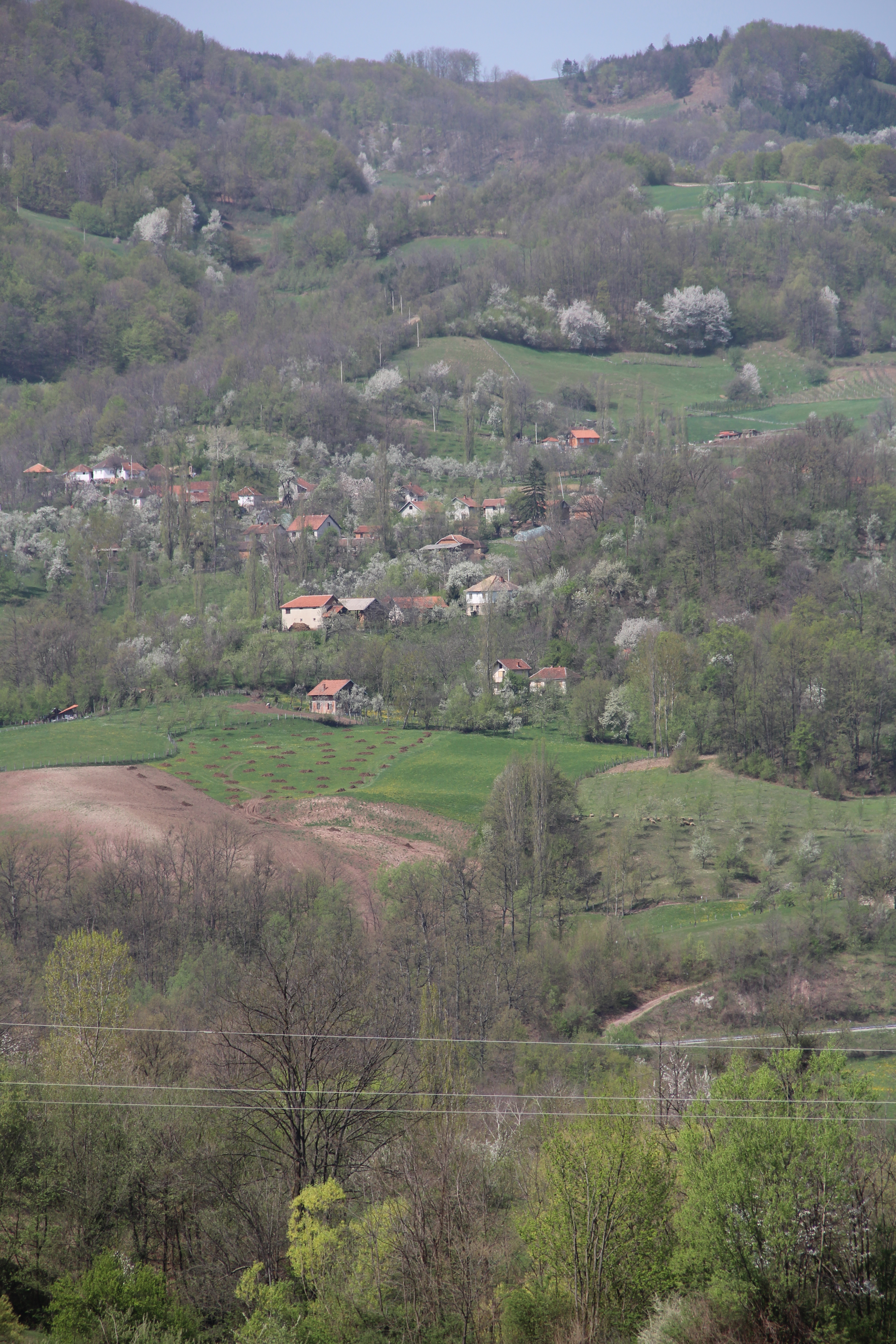
Mijaci - panoarama
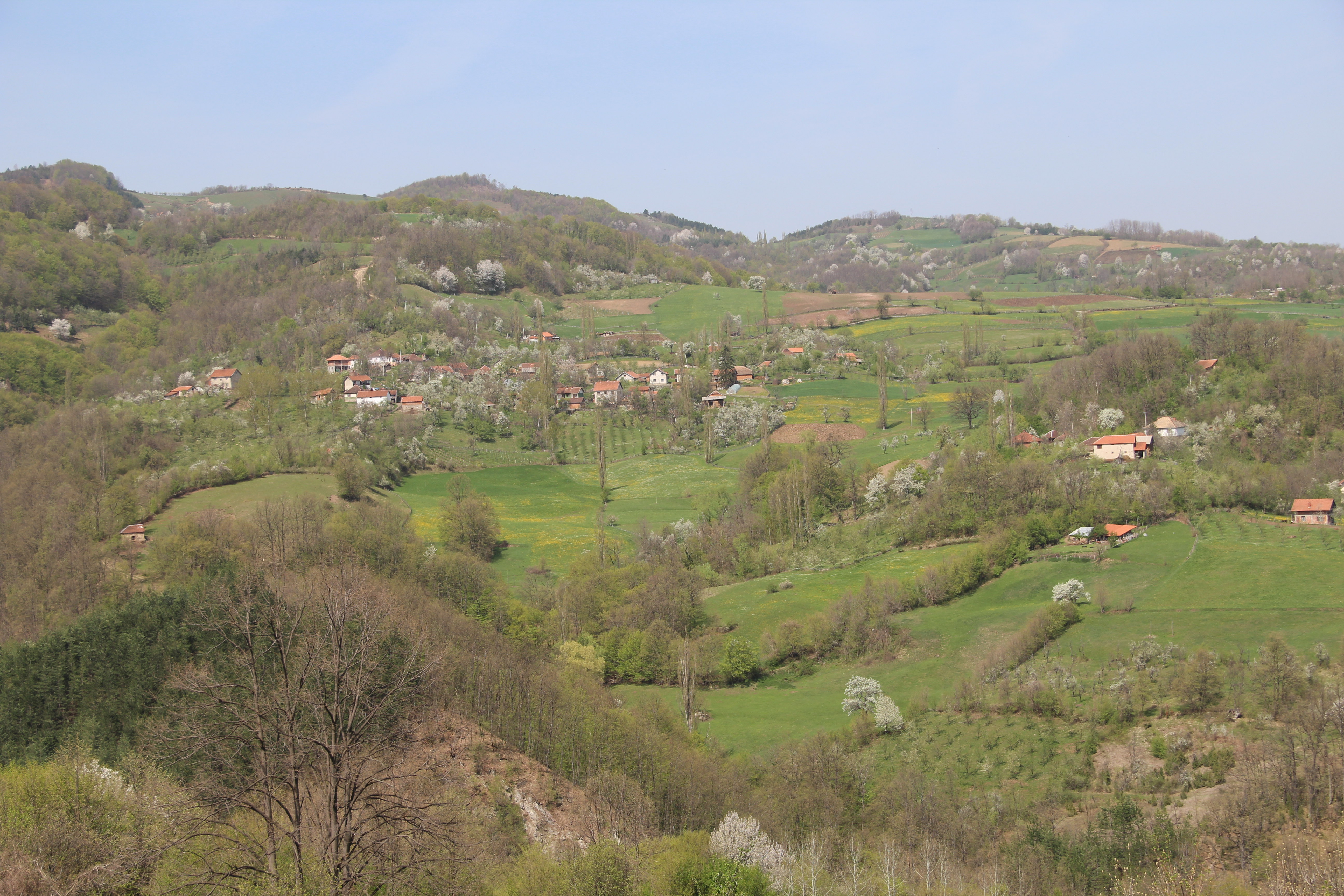
Mijaci - panoarama
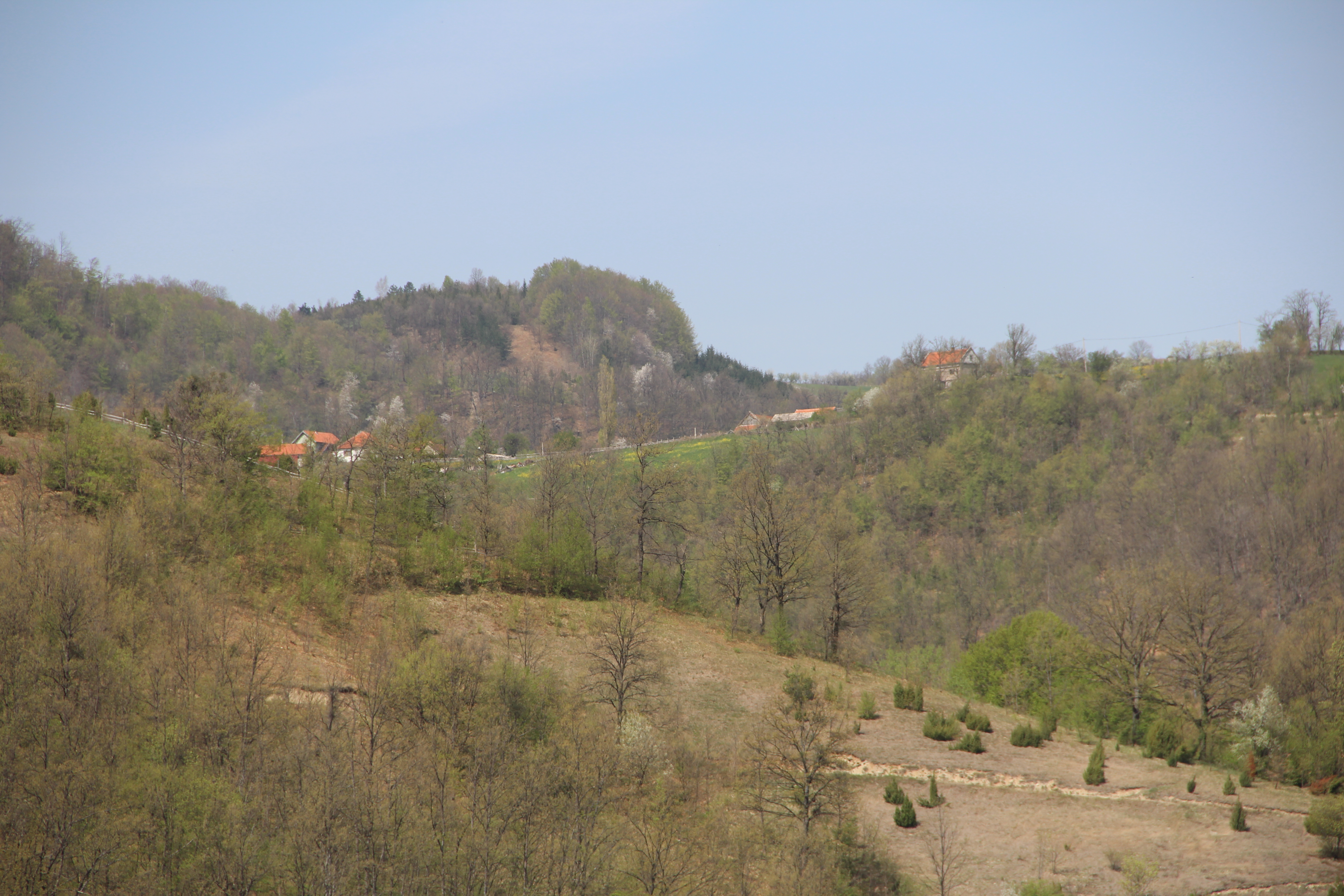
Mijaci - panoarama

## Demografia
| 1948 | 1953 | 1961 | 1971 | 1981 | 1991 | 2002 | 2011 |
| ---- | ---- | ---- | ---- | ---- | ---- | ---- | ---- |
| 427  | 431  | 392  | 325  | 272  | 242  | 193  | 157  |